# Lisa Johansson (författare och konstnär)
Syster Elise (Lisa) Johansson-Sandberg, född den 21 juni 1894 i Idvattnet, Vilhelmina församling, död den 3 maj 1982 i Vilhelmina församling, var en svensk författare och textilkonstnär som också dokumenterade folkminnen. 

## Biografi

### Uppväxt och äktenskap
Lisa Johansson var oäkta barn till bonddottern Kristina Matsdotter från Idvattnet och handlaren Elof Grönlund i Svannäs, hos vilken modern tjänade som piga; fadern nämns ej i kyrkböckerna. Sedan modern blivit med barn skänkte morfadern henne ett område på hembyns allmänning. Han byggde en stuga där och gav henne en ko och ett får. När avvittringen genomfördes kom platsen, benämnd Långmyrbacken, att hamna på kronoparken och bosättningen betraktades därmed som olaglig. Efter något år gifte sig modern och familjen bodde på Långmyrbacken som backstugusittare. Den fick stanna mot ett årligt bötesbelopp och löfte om att inte röra vare sig jord eller skog. I smyg ordnade man med provisoriska odlingar, exempelvis genom att sätta potatis kring murkna stubbar. Situationen upplevdes som hopplös och familjen övervägde att emigrera till Amerika.
År 1904 blev det emellertid möjligt att göra bosättningar av den här typen lagliga genom att upplåta dem som skogstorp. Så skedde också med Långmyrbacken. Som skogstorpare på kronans mark fick familjen ett bidrag om 500 kronor för att bygga bostadshus och ekonomibyggnader samt uppodla jorden. Dessutom fick man husbehovsvirke och vedbrand samt ett arrendekontrakt på 50 år. Fiske tilläts i bäckar och sjöar. Men även livet som kronotorpare var hårt och det hände att man ej hade mat för dagen. Lisa Johansson skildrade den hårda uppväxten i sina böcker.
Sedan Lisa Johansson gift sig med Hjalmar Augustus Johansson flyttade paret till svärföräldrarna på kronotorpet Småland – svärfadern kom från Algutsboda – i byn Lövåsen strax söder om Vilhelmina. Hon fick nu kontakt med folkrörelserna, först Jordbrukarnas ungdomsförbund och därefter Sveriges kronotorpare- och kolonistförbund, som bildades 1930. I mitten av 1940-talet flyttade Lisa Johansson från sin make, in till Vilhelmina kyrkby där hon kunde leva ett friare liv. År 1962 gifte hon om sig med journalisten och vänstersocialisten Karl Josef Sandberg, som dock avled redan 1964.

### Yrkesliv
Efter att ha flyttat till Vilhelmina arbetade Lisa Johansson inom många olika områden. Hon skötte telefonväxeln, gjorde olika dagsverken och var desinfektör av hus där någon insjuknat i tuberkulos. Hon började utnyttja sina omfattande och ingående kunskaper om vardagligt liv i lappmarkerna som meddelare till Nordiska museet och Dialekt- och folkminnesarkivet i Uppsala (ULMA). Hennes bidrag uppgår till flera tusen handskrivna kvartoblad. Hon nedtecknade också över 500 gamla växtfärgningsrecept, de flesta ett arv från mormodern Eva Ersson (1848–1914). En del av dessa återfinns i häftet Gamla, i lappmarken kända växtfärgningsrecept, som utgavs för första gången 1948.
Lisa Johansson arbetade själv aktivt med växtfärgning och började skapa figurativa bilder av växtfärgad ull, ofta kompletterad med torkat växtmaterial från skog och mark, till exempel mossa, kvistar och näver. Hon anses ha varit en pionjär inom denna teknik och blev känd som textilkonstnär både i Sverige och utomlands genom sina inglasade bilder i ullmosaik.
År 1949 medverkade Lisa Johansson i Nordiska museets antologi Skogsarbetarminnen med berättelsen En nybyggardotter berättar. 1961 utgav hon på eget förlag boken Ensam på torpet om kronotorparhustrurnas kamp för sina familjer. Den byggde helt på egna minnen och erfarenheter. Ytterligare en bok, Saltlake och blodvälling, redigerades av Sune Jonsson och utgavs 1968.

## Utmärkelser
Lisa Johansson mottog 1968 både Hazeliusmedaljen och Olof Högberg-plaketten. År 1978 fick hon Vilhelmina kommuns kulturstipendium.